# Denis Clapton
Denis Clapton (sinh ngày 12 tháng 10 năm 1939) là một cựu cầu thủ bóng đá người Anh thi đấu ở Football League cho Arsenal và Northampton Town. Anh trai của ông Danny cũng là một cầu thủ bóng đá chuyên nghiệp.